# 单羟基苯甲酸
单羟基苯甲酸（英語：Monohydroxybenzoic acid），化学式C6H4OHCOOH，可以指三种酚酸同分异构体中的任何一个：
- 水楊酸（2-羟基苯甲酸，邻羟基苯甲酸）
- 间羟基苯甲酸（3-羟基苯甲酸）
- 对羟基苯甲酸（4-羟基苯甲酸）

单羟基苯甲酸可以由微生物降解。